# Maurice Murphy
Maurice Harrison Murphy (Hammersmith, 7 agosto 1935 – 28 ottobre 2010) è stato un trombettista britannico.
Cavaliere dell'Ordine dell'Impero Britannico, è stato Prima Tromba della Orchestra Sinfonica di Londra (London Symphony Orchestra) dal 1977 al 2007.

## Biografia
Nato a Hammersmith nel 1935, dove il padre guidava un carro per il trasporto del carbone, era cresciuto nell'ambiente delle Brass Band inglesi, diventando Prima Cornetta della famosa Black Dyke Mills Band dal 1956 al 1961. Il passaggio dalle Brass Band alle orchestre sinfoniche avviene attraverso periodi nella The Hallé di Manchester e nella Royal Liverpool Philharmonic. Diventa Prima Tromba della BBC Northern Symphony Orchestra (ora BBC Philharmonic) nel 1961 e nel 1977 entra a far parte dell'Orchestra Sinfonica di Londra (London Symphony Orchestra), dove rimane fino al suo pensionamento nel 2007.
Murphy può essere ascoltato in molte colonne sonore di film, come i primi sei film di Guerre stellari, Superman, I predatori dell'arca perduta, Gangs of New York, Johnny English, Il regno del fuoco, Goodbye Mr. Holland (in un assolo), Philadelphia, Batman, Alien, Il gladiatore, Chi ha incastrato Roger Rabbit, We Were Soldiers - Fino all'ultimo uomo e molti altri.
Murphy lasciò ufficialmente la sua posizione in orchestra il 16 ottobre 2000, ma continuò a collaborare con l'orchestra fino al vero ritiro, avvenuto il 3 giugno 2007. Il suo ultimo concerto come Prima Tromba della LSO fu un'esecuzione del brano Il sogno di Geronte, di Edward Elgar, diretto da Richard Hickox.

## Onorificenze
Nel 2008 Murphy ha ricevuto il premio onorario dell'International Trumpet Guild, dato a coloro "che hanno dato contributi straordinari all'arte del suonare la tromba". È stato nominato Cavaliere dell'Ordine dell'Impero Britannico negli onori del nuovo anno 2010.